# Sorawit Saetung
Sorawit Saetung (thailändisch สรวิชญ์ แซ่ตั้ง; * 18. Dezember 2003), auch als Ney bekannt, ist ein thailändischer Fußballspieler.

## Karriere
Sorawit Saetung erlernte das Fußballspielen in der Schulmannschaft des Assumption College in Thailand sowie in der Jugendmannschaft des Paterna CF im spanischen Paterna. Die Saison 2023/24 spielte er beim unterklassigen spanischen Verein UD Puçol in Puçol. Im Juli 2024 kehrte er nach Thailand zurück. Hier unterschrieb er in der Hauptstadt Bangkok einen Vertrag beim Zweitligisten Police Tero FC. Hier kam er jedoch nicht zum Einsatz. Im Januar 2025 wechselte er zu dem ebenfalls in der zweiten Liga spielenden Kasetsart FC. Sein Zweitligadebüt für den Hauptstadtverein gab Saetung am 29. März 2025 (30. Spieltag) im Heimspiel gegen den Sisaket United FC. Bei dem 1:0-Erfolg wurde er in der 90.+4' Minute für Jakkapan Pornsai eingewechselt.